# Новокраснополь (Томаковский район)
Новокраснополь (укр. Новокраснопіль) — село,
Зеленогайский сельский совет,
Томаковский район,
Днепропетровская область,
Украина.
Код КОАТУУ — 1225483205. Население по переписи 2001 года составляло 22 человека .

## Географическое положение
Село Новокраснополь находится на расстоянии в 1,5 км от сёл Краснополь и Новоднепровка (Запорожский район).
По селу протекает пересыхающий ручей с запрудой.
Рядом проходит автомобильная дорога Т-0809.